# Les Dragueurs
Pour plus de détails, voir Fiche technique et Distribution.
Les Dragueurs est un film français réalisé par Jean-Pierre Mocky en 1959.

## Synopsis
Freddy est un dragueur  invétéré. Il rencontre Joseph qui cherche sans succès à rencontrer la femme de sa vie, et le prend avec lui en voiture pour lui montrer comment il fait. La soirée de drague dans Paris est pleine de rencontres à rebondissements. Joseph finira par trouver une femme qui lui correspond, mais Freddy, bouleversé par sa rencontre avec une infirme, restera à sa solitude.

## Fiche technique
- Réalisation : Jean-Pierre Mocky
- Conseiller technique : Maurice Delbez
- Scénario : Jean-Pierre Mocky
- Adaptation et Dialogue : Jean-Pierre Mocky, Jean-Charles Pichon, Louis Sapin
- Assistants réalisateur : Joseph Lisbona, Jacques Rouffio
- Décors : Max Douy
- Photographie : Edmond Séchan
- Opérateur : André Villard, assisté de Pierre Goupil et Guy Delattre
- Son : René Sarazin, assisté de Polydore Pauwells
- Musique : Maurice Jarre
- Montage : Armand Psenny, assisté de Andrée Werlin
- Maquettes : Jacques Douy
- Ensemblier : André Labussière
- Maquillage : Jacqueline Revelly
- Script-girl : Denise Morlot
- Régisseur général : Georges Mahaut
- Photographe de plateau : Henri Caruel
- Production : Lisbon Films
- Chef de production : Joseph Lisbona
- Directeur de production : Emile Buhot
- Distribution : Les Films Fernand Rivers
- Tournage du 12 janvier au 28 février 1959 dans les studios « Franstudio » de Saint-Maurice et à Paris pour les extérieurs
- Pays de production :  France
- Pellicule : 35 mm, Noir et blanc
- Genre : Comédie dramatique
- Durée : 78 minutes
- Date de sortie : 
  - France : 29 avril 1959
- Visa d'exploitation : 21 883
- Box-office France : 1 501 500 entrées[1]
- Affiche : André Bertrand (France)

## Distribution
- Jacques Charrier : Freddy
- Charles Aznavour : Joseph Bouvier
- Dany Robin : Denise
- Dany Carrel : Dadou
- Estella Blain : Sylviane
- Anouk Aimée : Jeanne
- Belinda Lee : Ghislaine
- Nicole Berger : Françoise
- Véronique Nordey : la « bobby-soxer »
- Margit Saad : Ingrid
- Inge Schoener : Monica
- Gérard Hoffmann : Marco
- Henri Poirier : le « fiancé » de Ghislaine
- Claude Mansard : Babs, le noctambule ivre
- Jean Roquel : un ami de Freddy
- Gérard Darrieu : un ami de Freddy
- Uta Taeger : Myriam
- Cora Camoin : la bavarde à l'aérogare
- Catherine Candida : une invitée de la surboom
- Lucie Arnold : une invitée de la surboum
- Jean Degrave : un invité de la surboum
- Claude Figus : un invité de la surboum
- Dany Jacquet : une invitée de la surboum
- Rudy Lenoir : un invité de la surboum
- Maryse Mejean : une invitée de la surboum
- Claude Mercutio : un invité de la surboum
- Max Montavon : un invité de la surboum
- Arlette Redon / Arlette Balkis : la femme sur le banc
- Harold Monk : un dragueur au Lido
- Etienne Dirand : un dragueur au Lido
- Jacques-François Zeller : un dragueur au Lido
- Chantal Duvivier : une fille place Saint-Sulpice
- Virginie Marelli : l'autre fille place Saint-Sulpice
- Liliane David : une fille à l'aérogare
- Liane Marelli : une autre fille à l'aérogare
- Sylvie Adassa
- Alain Decock
- Tania Miller : Une fille au Lido
- Michèle Bardollet : voix off
- Michèle Verez